# 硅酸钾
硅酸钾，化学式K2O·nSiO2，一般作K2SiO3（n = 1）。

## 性质
稳定状态时为透明质粘稠状液体，呈蓝绿色。易溶于水和酸，并析出胶状硅酸，钾含量越高则越易溶。不溶于醇。

## 制备
一定比例的硅砂和氢氧化钾在熔融炉中于1200～1400°C反应，当形成完全熔融透明体时，放出冷却固化，然后再放入高压釜中通入加压蒸气溶解。溶液静置澄清、除去杂质后，澄清液经浓缩即得硅酸钾成品。
{\displaystyle {\rm {\ K_{2}CO_{3}+{\mathit {n}}SiO_{2}\rightarrow K_{2}O\cdot {\mathit {n}}SiO_{2}+CO_{2}\uparrow }}}

## 用途
硅酸钾通常用于制造电焊条、焊接用电极、还原染料、防火剂。也用作荧光屏涂料层和肥皂填料。